# Stopplaats Dusschoten
Dusschoten (geografische afkorting Dss) is een voormalige stopplaats aan de Kippenlijn en lag tussen de huidige stations Nijkerk en Barneveld Noord op het reeds opgeheven trajectgedeelte Nijkerk-Barneveld. De stopplaats van Dusschoten was geopend van december 1903 tot 8 augustus 1937.